# Teddy Bowen
Samuel Edward Bowen hay Teddy (17 tháng 11 năm 1903 – 4 tháng 3 năm 1981) là một cầu thủ bóng đá người Anh, thi đấu khoảng 200 trận cho Aston Villa.